# Sadelmager
En sadelmager (staves også saddelmager) er en håndværker, som primært arbejder med læder og producere og reparerer ting som sadler, møbler og vogne.